# Nerax rufitibia
Nerax rufitibia là một loài ruồi trong họ Asilidae. Nerax rufitibia được Macquart miêu tả năm 1848. Loài này phân bố ở vùng Tân nhiệt đới.